# 보메트현

보메트현

보메트현(Bomet County)은 케냐를 구성하는 47개 현 가운데 하나로 현도는 보메트이며 면적은 2,037.4km2, 인구는 782,531명(2009년 기준)이다. 2013년에 실시된 행정 구역 개편에 따라 리프트밸리주에서 분리되어 신설되었다. 서쪽으로는 니아미라현과 키시현, 북쪽으로는 케리초현, 동쪽으로는 나쿠루현, 남쪽으로는 나로크현과 접한다.

## 같이 보기
- 나쿠루현
- 나로크현
- 케리초현
- 니아미라현